# Dschamschid Amusegar

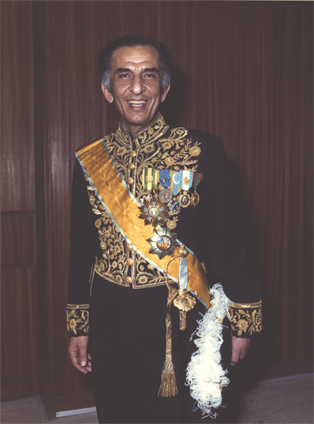
Dschamschid Amusegar in Galauniform

Dschamschid Amusegar (anhörenⓘ; persisch جمشید آموزگار‎, englisch/französisch transkribiert Jamshid Amouzegar; * 25. Juni 1923 in Teheran; † 27. September 2016 in Rockville, Maryland) war ein iranischer Politiker. Nachdem er zuvor bereits mehrere Ministerien geführt hatte, war er 1977/78 Premierminister des Landes.

## Leben
Dschamschid Amusegar wurde am 26. Juni 1923 in Teheran geboren. Seine Mutter war eines der ersten jungen Mädchen, die eine öffentliche Schule besuchten. Sein Vater, ein Journalist, machte Karriere in der Politik. In der 1951 nur zwei Monate im Amt befindlichen Regierung von Hossein Ala wurde er Kultusminister. Später war sein Vater Mitglied des Senats.
Dschamschid besuchte die Grundschule und später das Iranschahr-Gymnasium in Teheran. Nach seinem Abitur ging er an die Universität Teheran und besuchte Kurse in Rechts- und Politikwissenschaften sowie in Ingenieurwissenschaften. Nach zwei Jahren ging er in die USA an die Cornell-Universität und schloss dort sein Studium mit einem Bachelor in Politikwissenschaften ab. An der George-Washington-Universität belegte er Kurse im Bereich Bauingenieurwesen und beendete sein Studium mit einem Master in Bauingenieurwesen.

### Point-IV-Programm
1951 kehrte Dschamschid Amusegar in den Iran zurück und begann für das Point-IV-Programm zu arbeiten. In nur 18 Monaten baute er 48 Brunnen und entwarf die Wasserversorgung und Abwasserentsorgung für 25 Städte. Mit 32 Jahren wurde Dschamschid Amusegar leitender Mitarbeiter im Gesundheitsministerium und war maßgeblich an der Ausrottung der Malaria im Iran beteiligt. 1958 übernahm Amusegar das Arbeitsministerium im Kabinett von Manutschehr Eghbal. Für die folgenden 18 Jahre sollte Dschamschid Amusegar nahezu bis zum Ende der Regentschaft von Mohammad Reza Schah mehrere Ministerien leiten. So übernahm er nach dem Arbeitsministerium das Landwirtschaftsministerium. Als Landwirtschaftsminister war er für die Ausarbeitung der Reformgesetze zur Landreform zuständig. Im Kabinett von Hassan Ali Mansour übernahm Amusegar das Gesundheitsministerium.

### Finanz- und Innenminister
Auch im Kabinett von Premierminister Amir Abbas Hoveyda blieb Amusegar zunächst Gesundheitsminister, wurde nach einer Kabinettsumbildung aber Finanzminister. In dieser Eigenschaft war er 1975 als Vertreter des Iran an den Verhandlungen über die Erhöhung der Ölpreise durch die OPEC beteiligt, als es zu einer Geiselnahme durch die Gruppe um Ilich Ramírez Sánchez, genannt Carlos der Schakal, kam. Carlos teilte die Geiseln in drei Kategorien ein: die Liberalen, die Neutralen und die Kriminellen, wobei der Amusegar und der saudische Ölminister Yamani an der Spitze der Liste der Kriminellen standen. Angeblich bezahlten der Iran und Saudi-Arabien Carlos $ 20 Mio. für die Freilassung von Amusegar und Yamani.
Vom 1. März 1974 bis zum 7. August 1977 war Amusegar Innenminister.

### Premierminister
1976 wurde Amusegar Vorstandsmitglied und später Generalsekretär der Rastachiz-Partei (Auferstehungspartei), der von Mohammad Reza Schah neu gegründeten Einheitspartei. Im Juli 1977 übernahm Dschamschid Amusegar das Amt des Premierministers. Seine Amtszeit sollte allerdings nur 13 Monate dauern. Premierminister Amusegar hatte dem Land ein Sparprogramm verordnete, um die überhitzte Wirtschaft wieder auf normale Wachstumsraten zurückzuführen. Seit dem sprunghaften Anstieg der Öleinnahmen zu Beginn der 70er Jahre hatte der Iran ein durchschnittliches Wirtschaftswachstum von 25 %. Nachdem die Öleinnahme gegen Ende der 70er Jahre wieder abnahmen, kam es zu einer ernsthaften Wirtschaftskrise. Amusegars Sparmaßnahmen, die die Krise noch verschärften, waren höchst unpopulär und führten zu massiver Kritik an der Regierung.

Der meist diskutierte Vorfall in der Regierungszeit von Dschamschid Amusegar ist ohne Zweifel der Brandanschlag auf das Cinema Rex in Abadan am 19. August 1978, bei dem 477 Menschen ums Leben kamen. Den ganzen Sommer 1978 über waren bereits Demonstrationen gegen die Regierung im Gang. Am Tag der Verfassung, dem 5. August 1978, kündigte Mohammad Reza Schah in einer Rede demokratische Reformen an: 

„Dies ist ein neues Kapitel in der Geschichte unseres Landes. … Wir werden dieselben Freiheitsrechte wie in Europa haben und die Grenzen der Freiheit im Iran werden sich von denen in Europa nicht unterscheiden. … Das heißt, es wird Parteien geben, friedliche und unbewaffnete Parteien … Wir werden Redefreiheit und Pressefreiheit auf der Basis eines neuen Pressegesetzes haben, das wir nach dem Vorbild der Pressegesetze der freien Welt formulieren werden. Die kommenden Wahlen werden vollkommen frei sein; jeder hat das Recht zu wählen und jede Stimme wird gezählt werden. … Es muss aber klar sein, dass keine Nation, die sich demokratisch nennt, Schlägereien, Gewalt, Provokationen und Gesetzlosigkeit dulden kann.“

Der Führer der Oppositionsbewegung Ruhollah Chomeini hatte bereits im Mai 1978 zu den Absichten des Schahs, das politische System zu reformieren, eindeutig Stellung bezogen. Chomeini hatte erklärt: 

„Von welcher Freiheit spricht er? Es liegt nicht an ihm, Freiheit zu gewähren. Gott hat den Menschen die Freiheit gegeben. Der Islam hat ihnen die Freiheit gegeben.“

Die Protestmärsche gegen die Regierung nahmen gewalttätige Formen an. Am 19. August, nach iranischem Kalender am 28. Amordad, dem 25. Jahrestag des Sturz der Regierung Mossadegh, brannten 28 Kinosäle im ganzen Iran. Über 400 Tote waren in Abadan zu verzeichnen. Chomeini sowie Mehdi Bāzargān und Karim Sandschabi, führende Mitglieder der Nationalen Front, beschuldigten die Regierung für die Brände verantwortlich zu sein, um die Opposition in „schlechtes Licht zu setzen“. Nach heutigem Wissen war für die Planung und Durchführung ein Verwandter von Seyyed Ali Chamene’i verantwortlich. Chomeini hatte schon vor längerer Zeit eine Fatwa gegen koloniale Programme und westliches Kino ausgesprochen.
Mohammad Reza Schah sprach anlässlich des Brandanschlages von der Großen Angst, die im Iran bald herrschen würde, wenn die Opposition an die Macht käme. Er wollte damit den Unterschied gegenüber seiner Zukunftsvision für den Iran, der Großen Zivilisation, deutlich machen. Die Regierung unter Premierminister Dschamschid Amusegar wirkte wie gelähmt. Schahbanu Farah Pahlavi wollte sich umgehend nach Abadan begeben, um die Familien der Opfer zu besuchen und ihnen ihr Beileid auszusprechen. Premierminister Amusegar hielt es aber für besser, erst einmal die Ermittlungsergebnisse abzuwarten. Die Folge waren weitere Demonstrationen im ganzen Land. In Deutschland, Belgien, Dänemark und den Niederlanden besetzten iranische Studenten die iranischen Botschaften.
Nachdem am 26. August die Demonstranten in Teheran den Rücktritt von Mohammad Reza Schah gefordert hatten, trat Amusegar tags darauf vom Amt des Premierministers zurück und verließ kurze Zeit später das Land.

### Privates
Amusegar fand Exil in den USA, wo er bis zu seinem Tod lebte.
Er war mit der deutschstämmigen Ulrike Eva Schulz († 2005) verheiratet. Aus der Ehe gingen keine Kinder hervor.

## Zitat
„Wir Iraner wurden von Griechen, Arabern, Mongolen und Türken besetzt, aber wir verloren niemals unsere Identität, weil die fremden Besatzer in Persien eine reichere Kultur vorgefunden haben, als sie selbst je besessen hatten.“